# Туррини, Петер
Пе́тер Турри́ни (нем.  Peter Turrini, 26 сентября 1944, Санкт-Маргаретен им Лаванталь, в настоящее время в составе Вольфсберга) — австрийский драматург, поэт, эссеист.

## Биография
Родился в Каринтии, вырос в Мариа-Зале. Закончил торговую академию в Клагенфурте. Сменил несколько профессий. Полностью литературой занялся с 1971, после успешной постановки его пьесы Охота на крыс в венском Фолькстеатре. Известен прежде всего как автор драм, нередко вызывающих в Австрии общественный скандал, переведенных и поставленных во многих странах мира. Несколько раз играл в кино, в том числе — в экранизациях собственных произведений.
Участвовал в пресс-конференции животных в костюме огнебрюхой жабы.
Живёт в Вене и Реце.

## Произведения

### Драмы
- Охота на крыс/ Rozznjogd (1971, телефильм — 1986)
- Убой свиньи/ Sauschlachten (1972, камерная опера Альфреда Штингля — 1996)
- Безумный день/ Der tollste Tag, по Бомарше (1972)
- Убийство ребёнка/ Kindsmord (1973)
- Хозяйка гостиницы/ Die Wirtin, по Гольдони (1973)
- Йозеф и Мария/ Josef und Maria (1980, вторая редакция — 1999, телефильм — 2005)
- Граждане/ Die Bürger (1981)
- Фауст, часть III/ Faust III (1987)
- Die Minderleister (1988)
- Смерть и Дьявол/ Tod und Teufel (1990, опера Герда Кюра — 1999)
- Альпийское сияние/ Alpenglühen (1993)
- Сражение под Веной/ Die Schlacht um Wien (1995)
- Всё, наконец/ Endlich Schluß (1997, фильм — 1998, камерная опера Вольфрама Вагнера — 2003)
- Die Liebe in Madagaskar (1998)
- Die Eröffnung (2000)
- Я люблю эту землю/ Ich liebe dieses Land (2001, телефильм — 2002)
- Da Ponte in Santa Fe (2002)
- Великан из Штейнфельда/ Der Riese vom Steinfeld, либретто оперы Фридриха Церхи (2002)
- Bei Einbruch der Dunkelheit (2005)
- Мой Нестрой/ Mein Nestroy (2006, телефильм — 2007)
- Каждому своё/ Jedem das Seine, либретто народной оперетты о марше смерти венгерских евреев, в соавторстве с Сильке Хасслер (2007, фильм — 2011)
- Слуга двух господ/ Der Diener zweier Herren, по мотивам Гольдони (2007)
- Silvester (2011)

### Стихи
- Пару шагов назад/ Ein paar Schritte zurück (1980)
- Во имя любви/ Im Namen der Liebe (1993)

### Романы, повести
- Erlebnisse in der Mundhöhle, роман (1972)
- Арест Иоганна Непомука Нестроя/ Die Verhaftung des Johann Nepomuk Nestroy, повесть (1998, экранизация — 2000, премия Romy Gala за лучший сценарий)

### Эссе, публицистика
- Моя Австрия/ Mein Österreich: Reden, Polemiken, Aufsätze (1988)

## Пьесы Туррини в России
Драму Охота на крыс показал в 1990 Тульский молодёжный театр-студия Риск (реж. Геннадий Крестьянкин, ). Драму Альпийское сияние поставил в 2008 Омский государственный драматический «Пятый театр» (реж. Пётр Шальша, ). В 2010 на Санкт-Петербургском фестивале Арт-Окраина был показан моноспектакль запорожского театра-лаборатории VIE Всё, наконец (реж. Виктор Попов).

## Публикации на русском языке
- Каждому своё/ Jedem das Seine, либретто народной оперетты о марше смерти венгерских евреев, в соавторстве с Сильке Хасслер. Пер. Ирины Киселёвой[1]
- Семь секунд вечности (2016). Пер. Ирины Киселёвой
- Всё, наконец. Пер. Леонарда Бухова
- Альпийское сияние. Пер. Олега Юрьева (недоступная ссылка)

## Признание
Премия Герхарта Гауптмана (1981), театральная премия Нестроя (2011) и др. награды Почётный доктор Клагенфуртского университета (2010).